# Jablonové (okres Malacky)
Jablonové je obec na Slovensku v okrese Malacky ležící na úpatí Malých Karpat. Žije zde přibližně 1 400 obyvatel. První písemná zmínka o obci pochází z roku 1206.

## Rodáci
- Ján Želibský
- Anton Jánoš